# Scandic

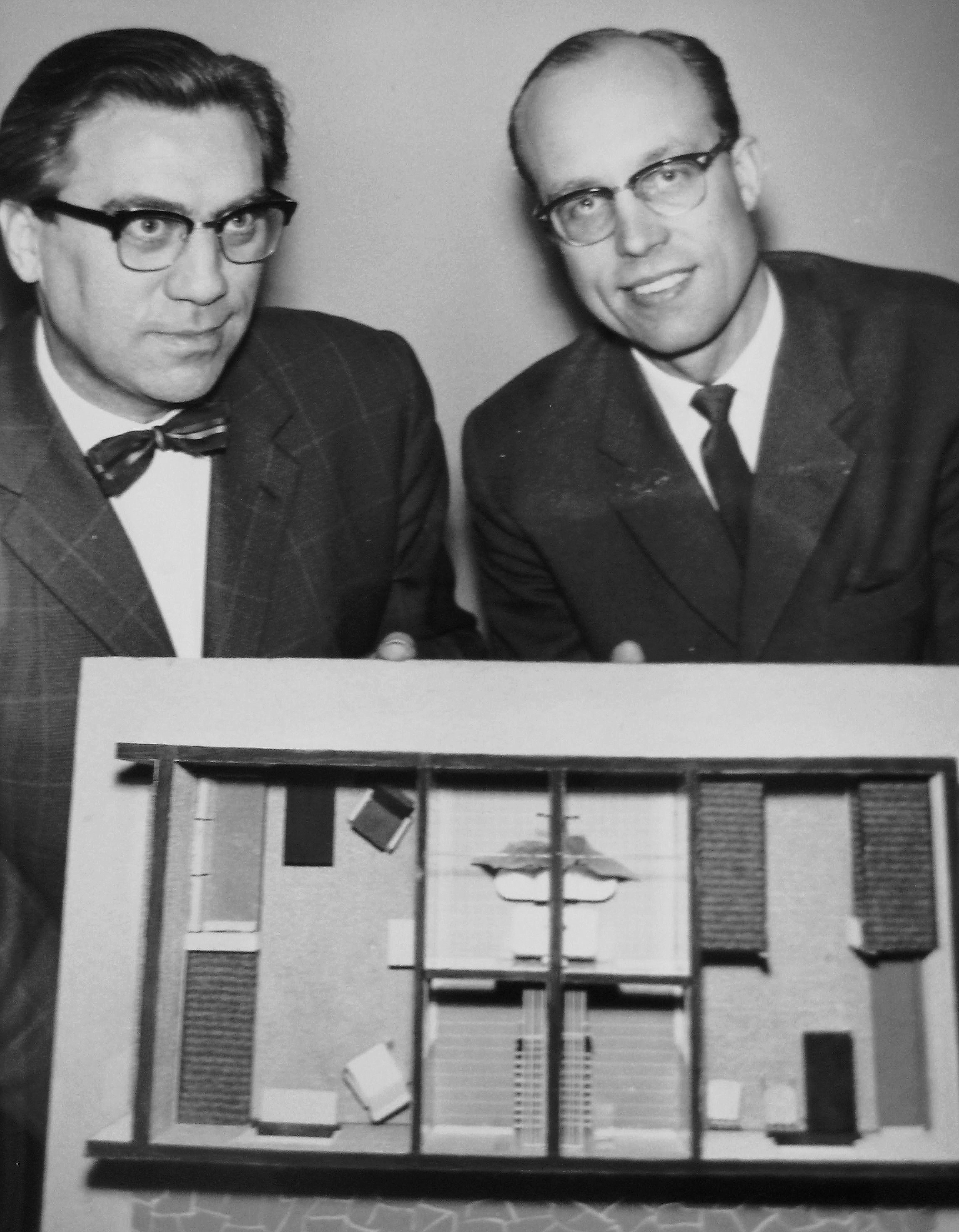
Założyciele firmy Scandic

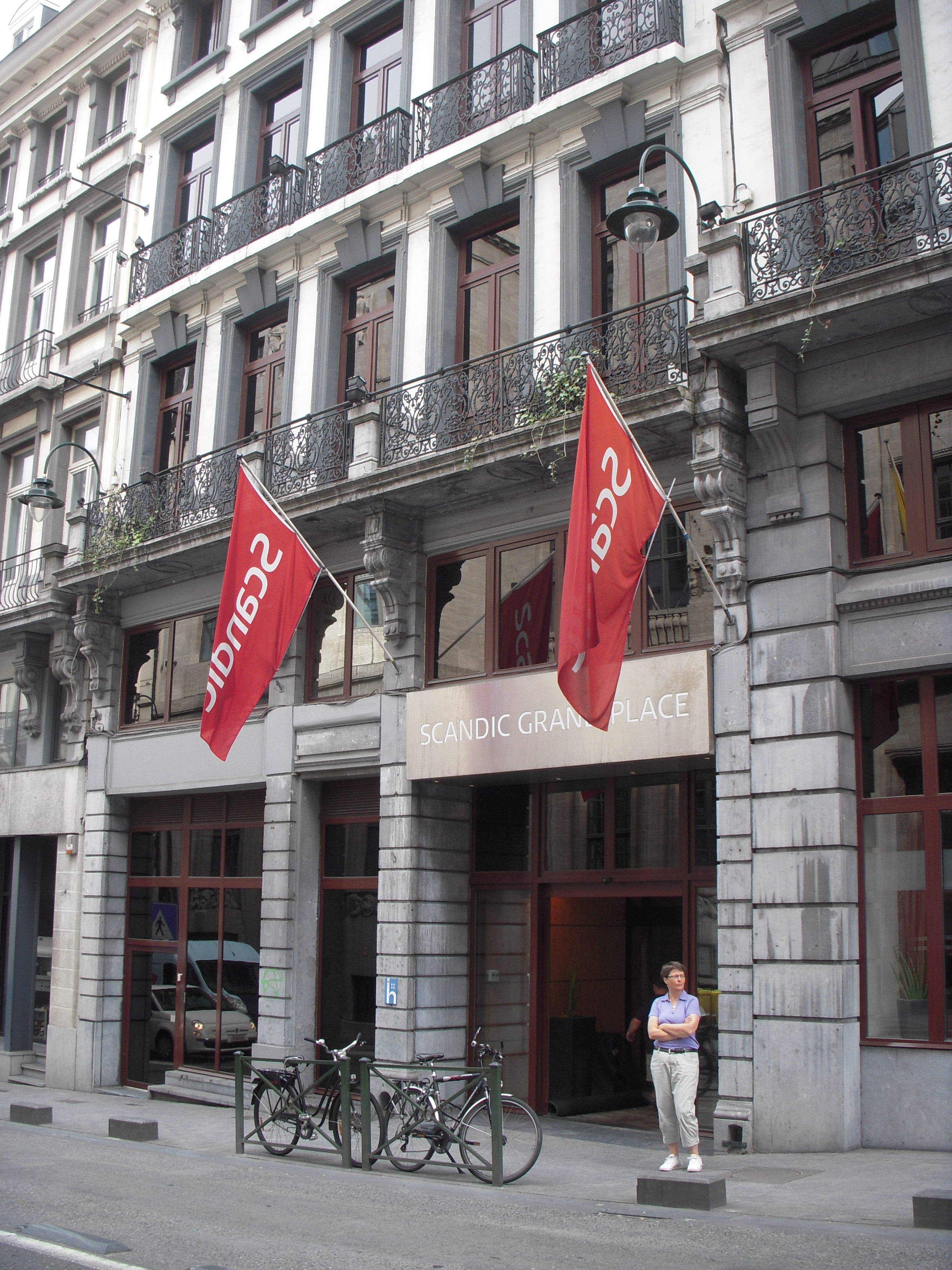
Hotel firmy Scandic w Brukseli

Scandic – sieć hotelowa z siedzibą w Sztokholmie (Szwecja), której największa liczba hoteli zlokalizowana jest w krajach nordyckich. Oprócz hoteli w Szwecji, Norwegii, Finlandii i Danii, sieć posiada również obiekty w Estonii, Holandii, Niemczech, Belgii i Polsce. Właścicielem sieci jest EQT Partners.

## Historia

### Początki
Pierwszym hotelem, który został przemianowany później na Scandic, był Esso Motor Hotel w Laxå (prowincja Närke w centralnej Szwecji). Otwarty w 1963 roku motel, którym był na te lata innowacyjnym konceptem w Europie, odniósł sukces dzięki zwiększonej ilości gości podróżujących samochodem, zarówno w celach służbowych jak i wypoczynkowych. Do 1972 roku, kiedy Esso sprzedało hotele zlokalizowane poza Skandynawią, liczba hoteli sieci Scandic wzrosła do 59 hoteli w całej Europie. Pozostałe 32 hotele, z czego pięć w Norwegii i Danii, stały się podwaliną największej szwedzkiej sieci w 1973 roku.

### 1983-1989
W 1983 roku, firma została sprzedana szwedzkiemu konsorcjum zarządzanemu przez Ratos i rok później została nazwana Scandic Hotels. Ratos stał się jedynym właścicielem w 1985, a rok później został otwarty pierwszy hotel zlokalizowany poza Skandynawią, otwarty w Koblencji, w Niemczech.

### 1990-2000
Negatywny trend gospodarczy, spowodowany kryzysem w Zatoce Perskiej w latach 1990-91, wpłynął na zmianę zarządu firmy w roku 1992. Począwszy od 1994 roku, Scandic zorientowany jest na ekologiczne i zgodne z zasadami zrównoważonego rozwoju prowadzenie biznesu. Pracownicy są w tym zakresie przeszkoleni, a sieć oferuje pokoje zbudowane zgodnie z zasadami ochrony środowiska. W 1996 roku grupa została zakupiona przez Reso Hotels i weszła na giełdę sztokholmską. Dwa lata później to samo zrobiła grupa Arctia Hotels w Finlandii, co dało sieci Scandic obecność we wszystkich krajach skandynawskich. W 1999 roku nastąpiła ekspansja do Estonii.

### 2001-obecnie
W 2001 roku Scandic został wykupiony przez grupę Hilton z siedzibą w Londynie. Sieć hotelowa zmieniła właściciela po raz kolejny w 2007 roku, kiedy to została zakupiona przez EQT (kapitał prywatny) za kwotę 833 milionów euro. Obecnie Scandic skupia się na otwarciu nowych hoteli w Szwecji i w Norwegii.

## Współczesność
Prezesem zarządu grupy Scandic Hotels jest Anders Ehrling. Od 6 grudnia 2012 firma zatrudnia 6600 osób i zarządza 160 hotelami z łączną liczbą 31104 pokoi. EBITDA za 2011 wyniosła 842,6 miliona euro.

## Nagrody
W 2001 roku śniadania we wszystkich szwedzkich hotelach sieci otrzymały certyfikat KRAV, a trzy lata później  te same hotele otrzymały również etykietę Łabędzia. Scandic został odznaczony, zarówno w Skandynawii, jak i na arenie międzynarodowej, za pracę na rzecz środowiska:
- St Julian Disability Award, St Julian – Miasto Sztokholm, luty 2006
- Glassbjörnen Environmental Award – GRIP Forum – Norwegia, maj 2006
- Oslo’s Urban Environmental Prize – Miasto Oslo, Norwegia, czerwiec 2006
- Best Environmental Work – Grand Travel Awards – Szwecja, marzec 2007
- Scandic Elmia & Scandic Portalen – Jönköping Municipality Environmental Award – czerwiec 2007
- Stilpriset Hjärter Ess för tillgänglighet – Stil, Szwecja, wrzesień 2007
- Swedish Recycling Award – październik 2007
- The Sustainability Award – European Hotel Design Awards – Londyn, październik 2007
- Best CSR Programme – Hospitality Awards – Paryż, listopad 2007

## Hotele Scandic w Polsce
Do sieci w Polsce należą następujące hotele:
- Gdańsk − Scandic Gdańsk
- Wrocław − Scandic Wrocław